# Orde van de Rode Vlag (Bulgarije)

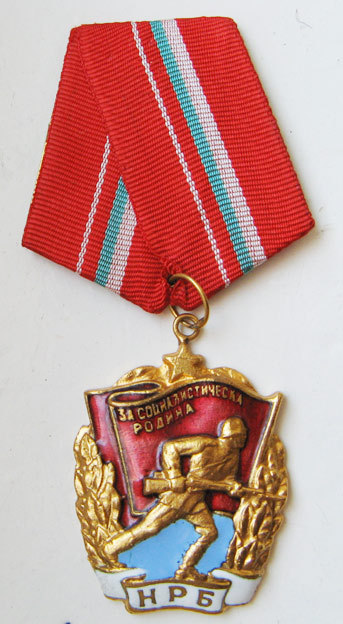

De Orde van de Rode Vlag (Bulgaars: ООрден Червено знаме) werd in 1950 ingesteld.
Het gouden kleinood van de orde wordt aan een lint met een brede groene, een brede witte en een witte streep gedragen en toont een rennende soldaat met geweer tegen een blauwe achtergrond. Boven hem wappert een rode vlag met de tekst "ЗА СОЦИАЛИСТИЧЕСКА РОДИНА". Onder de soldaat staan de letters "НРБ" (NRB).
De orde heeft een enkele klasse.